# 大连经济技术开发区
大连经济技术开发区（简称大连开发区）是1984年9月经国务院批准设立的第一个国家级开发区，也是目前中国开发面积最大的经济技术开发区。现已开发50平方公里，该区已有外商投资企业1500余家，日商为主。地处大连市金州区南部，西北为金州城区，南滨大连湾，东临金石滩。划为开发区前，这里仅仅是一片农村，包括马桥子、小孤山、湾里、王官寨等村落。开发区与大连市区之间有城市快速路振兴路和振连路相连。快轨三号线东西穿过本区，设金马路、开发区（五彩城）、保税区、双D港站。区内主干道有金马路、辽河路、东北大街、辽宁街等。道路多以中国东北地区城市命名。管委会周边为繁华地段。
大连新港位于开发区以南的大孤山半岛。
区内企业有英特尔、佳能、三菱、三洋、东芝、西太平洋石化、万宝至马达、一汽大连客车厂、大柴道依茨等。还有大连民族大学、大连大学等高等院校。